# Distrito de Anetan
Anetan es un distrito de Nauru. Está ubicado en el norte de la isla, tiene una superficie de 1,0 km² y una población de 880 habitantes.

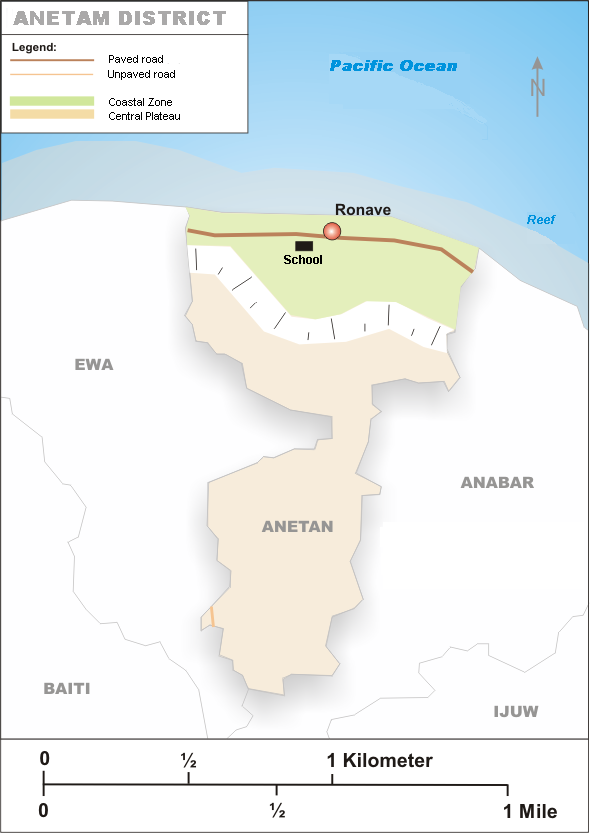
Mapa del distrito.

Anetan se encuentra en el norte de la isla y país de Nauru. Está bañado por las aguas del océano Pacífico hace frontera trerrestre con los distritos de Ewa y Anabar.
La altitud media del distrito es de 25 metros (mínimo: 0 metros, máximo: 40 metros) y la superficie es de superficie 1 km²